# Herbert Bliss
Herbert Bliss, conosciuto anche come Bert, (Willenhall, 28 marzo 1890 – Londra, 14 giugno 1968) è stato un calciatore inglese, di ruolo attaccante.

## Caratteristiche tecniche
Bliss era un attaccante mobile, abile sottoporta ed anche nel guidare la linea d'attacco.

## Carriera

### Club
Iniziò a giocare a calcio nel Willenhal FC squadra da cui, nell'aprile 1912, si trasferisce per la cifra di 10 sterline al Tottenham, con la quale debutto l'8 aprile 1922 contro il Manchester City.
Con gli Spurs giocò per dieci anni segnando 112 gol in 315 presenze tra tutte le competizioni e disputatando, anche, le vittoriose finali di FA Cup 1920-1921 contro il Wolverhampton e di FA Charity Shield 1921 contro il Burnley nelle quali si rese protagonista con due gol (uno per partita).
Il 22 dicembre 1922 si trasferì al Clapton Orient; mentre tre anni dopo si trasferì al Bournemouth con la quale si ritirò nel 1926.

### Nazionale
Debuttò con la nazionale inglese, il 9 aprile 1921, durante un'amichevole contro la Scozia.

## Palmarès

### Club

#### Competizioni nazionali
- Second Division: 1

Tottenham: 1919-1920
- Coppa d'Inghilterra: 1

Tottenham: 1920-1921
- Community Shield: 1

Tottenham: 1921